# Хидроелектрана Вишеград
Хидроелектрана Вишеград је једна од три хидроелектране изграђене на реци Дрини, 2,7 km од моста у Вишеграду. Пројектовање хидроелектране трајало је од 1976-1985. године; након 54 месеца градње, први агрегат је пуштен у пробни рад 30. септембра 1989, док је електрана пуштена у рад 25. новембра 1989. године. Изградњом бране хидроелектране Вишеград на реци Дрини, настало је вештачко и акумулационо Вишеградско језеро. Ово је тренутно једина хидроелектрана на Дрини у Републици Српској.

## Слив Дрине
Река Дрина припада црноморском сливу. Настаје спајањем река Пиве и Таре код Шћепан поља, тече од југа ка северу, а преко реке Саве, чија је највећа притока, улива се у Дунав. Дужина главног тока Дрине износи 346km, а површина слива 19.570 km². Надморска висина слива на извору износи 2600m, док је на ушћу надморска висина 74m.
Слив Дрине, у енергетском смислу, спада међу најбоље у Европи. Са просечним падавинама од 1.100 mm/god и великим падовима терена од 2,2‰ do 5,2‰ пружа велике могућности за производњу електричне енергије. Процењује се да неискоришћени енергетски потенцијал реке Дрине износи 3567GWh.

## Капацитети хидроелектране
Хидроелектрана има укупну снагу од 315MW коју остварује преко три инсталирана генератора од по 105MW које погоне Капланова турбине. Просечна годишња производња електричне енергије износи 1010GWh, која се испоручује преко три монофазна трансформатора од по 115MVA.
Средишњи вишегодишњи проток је 342m³/s, а акумулација има укупну запремину од 161hm³ и дужину од око 40 km.

### Техничке карактеристике бране и агрегата
Максимална дужина бране износи 280m, док је максимална висина 79,5m. Када је у питању ниво воде, номинална кота горње воде акумулације је 336mnm, док кота доње воде износи 290,20mnm.
Укупни протицај воде кроз турбине износи Qi=800m³/s, а распоређен је на три агрегата који се састоје од три вертикалне Каплан турбине јединичног протицаја од 267m³/s, са бетонским спиралним кућиштем. Пречник ротора турбине је 6,015m, конструктивни пад износи 43m, степен искоришћења η=0,94, уз номиналан број окретаја n=136o/min.
На агрегатима су три трофазна синхрона генератора, сваки снаге 115MVA номиналног напона 15,75KV, номиналног броја окретаја 136 о/мин и максималног броја окретаја 280o/min.
Постројење чине четири једнофазна енергетска трансформатора (четврта јединица служи као резерва) сваки снаге 115MVA, напонског односа 15,75/420KV.

## Резултати
Рекорд годишње производње је остварен у 2010. години када је хидроелектрана произвела 1.283,048GWh електричне енергије.
Месечни рекорд остварен је у априлу 2013. године са произведених 199,70GWh, док је дневни рекорд оборен 17. маја 2014. године када је произведено 7,468Gwh.